# Rand Al-Mashhadani
Rand Saad Mahmoud Al-Mashhadani (in arabo رند سعد محمود المشهداني‎?; Baghdad, 11 agosto 1994) è un'arciera irachena.
Ha rappresentato l'Iraq ai giochi olimpici di Londra 2012.

## Biografia
Per la prima parte della carriera ha gareggiato con l'arco olimpico, dal 2019 è passata alle competizioni con arco compound.
Anche la sorella minore Fatimah Al-Mashaddani è un'arciera, campionessa del mondo Under-18 2015 nell'arco compound.

### Olimpiadi
La Al-Mashhadani ha fatto parte della delegazione irachena ai giochi di Londra 2012. Si era qualificata grazie ad una delle due wild card concesse dalla commissione tripartita (la seconda era andata alla bhutanese Sherab Zam).
Nel turno di qualificazione ottenne la 64ª ed ultima posizione, con 498 punti. Ai trentaduesimi affrontò la prima classificata delle qualificazioni, la sudcoreana Ki Bo Bae, dalla quale venne sconfitta nettamente (0-6).

### Campionati mondiali
Ha preso parte ai mondiali disputati in Turchia, a Belek, nel 2013: fu 110ª nel turno di qualificazione mancando l'accesso alla fase ad eliminazione diretta.
Oltreché nell'individuale, ha gareggiato anche nella gara a squadre miste, in coppia con Ahmed Mahmmood, la squadra iraquena chiuse il round di qualificazione al quarantacinquesimo e penultimo posto, davanti al solo duo bhutanese composto da Sherab Zam e Nima Wangdi, mancando quindi l'accesso alla fase ad eliminazione diretta.

### Giochi asiatici
Ha preso parte a due edizioni dei Giochi asiatici, in entrambi i casi solo nell'individuale femminile: ai XVI Giochi asiatici disputati nel 2010 a Canton fu 47ª, mentre nell'edizione successiva nel 2014 a Incheon fu 41ª nelle qualificazioni e venne eliminata al primo turno da Kaori Kawanaka.

### Campionati asiatici
Ha partecipato a quattro edizioni dei campionati continentali (2009, 2011, 2013 e 2019), senza mai andare oltre al primo turno né nell'individuale, né nelle gare a squadre miste e femminile.